# エヴリー・シャツマン
エヴリー・レオン・シャツマン（Évry Léon Schatzman、1920年9月16日 - 2010年4月25日  ）は、フランスの天体物理学者。

## 生涯
パリ西部近郊のヌイイ＝シュル＝セーヌで生まれた。1945年、高等師範学校を卒業し、翌年博士号を得た。プリンストン大学などで研究を行った後、パリ大学で教えた。フランス国立宇宙研究センター（CENTRE NATIONAL D'ETUDES SPATIALES：CNES)の設立に貢献した。
1973年にジュール・ジャンサン賞受賞。1983年にフランス国立科学研究センター(CNRS)からCNRSゴールドメダルを受賞し、1985年に科学アカデミー会員に選出された。フランスの学際的な学会である合理主義学会(Union Rationaliste)の会長を1970年から2001年まで務め、退任後は名誉会長を務めた。